# Milan Stipić
 (juillet 2023).
Milan Stipić, né le 28 décembre 1978, est un prêtre catholique croate de rite oriental, nommé administrateur apostolique de l'éparchie de Križevci le 18 mars 2019, puis évêque de celle-ci le 8 septembre 2020.

## Biographie
Milan Stipić est né à Bosanski Novi, dans l'actuelle Republika Srpska de Bosnie-Herzégovine, de parents catholiques croates. Il a passé son enfance à Lipik, où il a été baptisé.
Il fréquente l'école élémentaire à Lipik, mais à cause de la guerre, poursuit son enseignement à Zagreb et Čazma. Après l'école élémentaire en 1993, il s'inscrit au lycée archidiocésain de Zagreb et commence sa formation de prêtre au séminaire.
En 1997, il entre au séminaire théologique grec-catholique de l'Eparchie de Križevci et étudie à la faculté catholique de l'université de Zagreb.
Il est ordonné diacre le 8 novembre 2002 et prêtre le 18 octobre 2003 pour l'éparchie grecque-catholique de Križevci. La même année, il a commencé des travaux de restauration dans les paroisses grecques-catholiques.
En 2007, il reçoit le titre de proto-prêtre et prend la relève des charges pastorales des grecs-catholiques de Dalmatie. Milan Stipić a été prêtre de Jastrebarsko de 2012 à 2019.
Le 18 mars 2019, il est nommé administrateur apostolique, par le pape François, de l'éparchie de Križevci sans la dignité d'évêque. Il est nommé évêque de cette éparchie le 8 septembre 2020,.